# (29454) 1997 RZ6
(29454) 1997 RZ6 est un astéroïde de la ceinture principale d'astéroïdes découvert en 1997.

## Description
(29454) 1997 RZ6 a été découvert le 9 septembre 1997 à l'observatoire Palomar, situé au nord de San Diego en Californie, par George R. Viscome.

### Caractéristiques orbitales
L'orbite de cet astéroïde est caractérisée par un demi-grand axe de 2,45 ua, un périhélie de 2,11 ua, une excentricité de 0,14 et une inclinaison de 2,70° par rapport à l'écliptique. Du fait de ces caractéristiques, à savoir un demi-grand axe compris entre 2 et 3,2 ua et un périhélie supérieur à 1,666 ua, il est classé, selon la JPL Small-Body Database, comme objet de la ceinture principale d'astéroïdes.

### Caractéristiques physiques
(29454) 1997 RZ6 a une magnitude absolue (H) de 15,0 et un albédo estimé à 0,093.